# Китайская стена (головоломка)

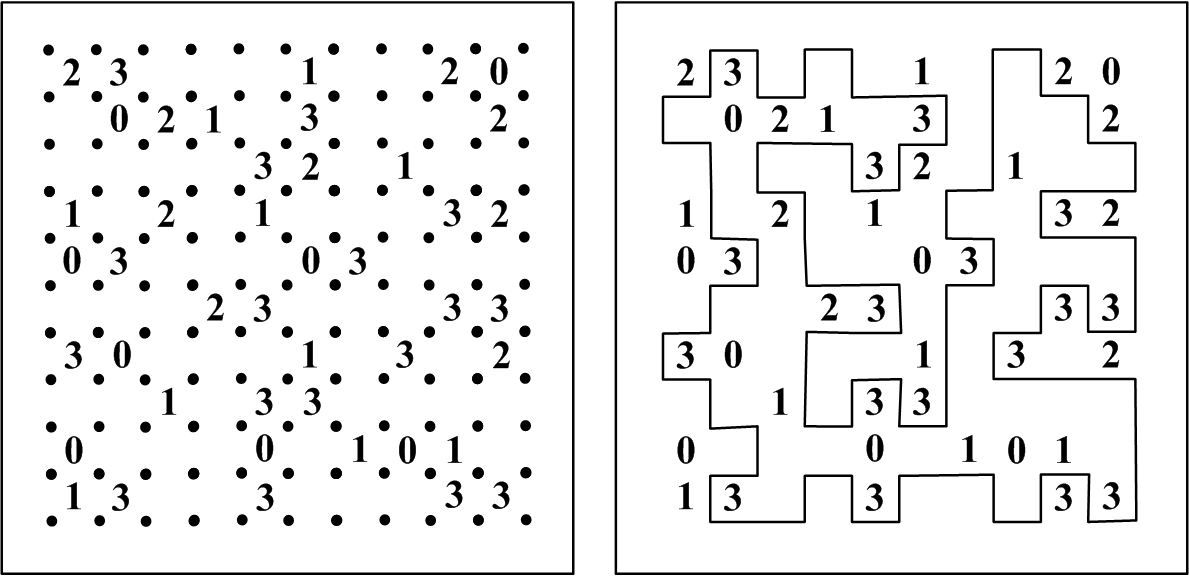
Китайская стена, задача Асукору — условие (слева) и решение (справа).

Китайская стена (яп. スリザーリンク) — это логическая головоломка, разработанная компанией Nikoli и опубликованная в 1989 году. Цель игры — нарисовать по правилам головоломки на предоставленном игровом поле единый непересекающийся замкнутый контур.
Головоломка также известна под другими названиями, среди которых Slitherlink (с англ. — «скользящие линии»), Fences (с англ. — «заборы»), Takegaki, Loop the Loop, Loopy, Ouroboros, Suriza, Dotty, Dilemma.

## История
В конце 1980-х гг. компания Nikoli начала вести раздел, в котором читатели получили возможность присылать свои головоломки в редакцию. Одним из первых письмо прислал подросток под псевдонимом Рэнин (яп. れーにん), который описал идею о размещении точек вокруг элемента поля и задания внутри его числа рёбер. Сотрудники Nikoli взяли её и объединили с идеей другого читателя Yuki Todoroki. Проектируя игру на их предложениях, редакторы добавили то, что некоторые квадраты можно оставить пустыми без чисел, и при этом головоломка будет иметь единственное решение. После публикации полученная головоломка стала одной из первых оригинальных игр Nikoli, а также флагманской игрой издаваемого журнала.

## Правила
Игроку предоставляется прямоугольное поле, состоящее из клеток, внутри каждой из которых может быть число. Игрок может соединять соседние угловые точки клеток вертикальными или горизонтальными линиями. При этом, если в клетке указано число, то количество боковых линий этой клетки должно быть равно этому числу. Задачей игрока является рисование такого замкнутого непрерывного контура без самопересечения, чтобы все числа в клетках удовлетворяли заданному условию.

## Способы решения
Ссылка на редактора:https://ru.m.wikipedia.org/wiki/%D0%9A%D0%B8%D1%82%D0%B0%D0%B9%D1%81%D0%BA%D0%B0%D1%8F_%D1%81%D1%82%D0%B5%D0%BD%D0%B0_(%D0%B3%D0%BE%D0%BB%D0%BE%D0%B2%D0%BE%D0%BB%D0%BE%D0%BC%D0%BA%D0%B0)#/editor/3

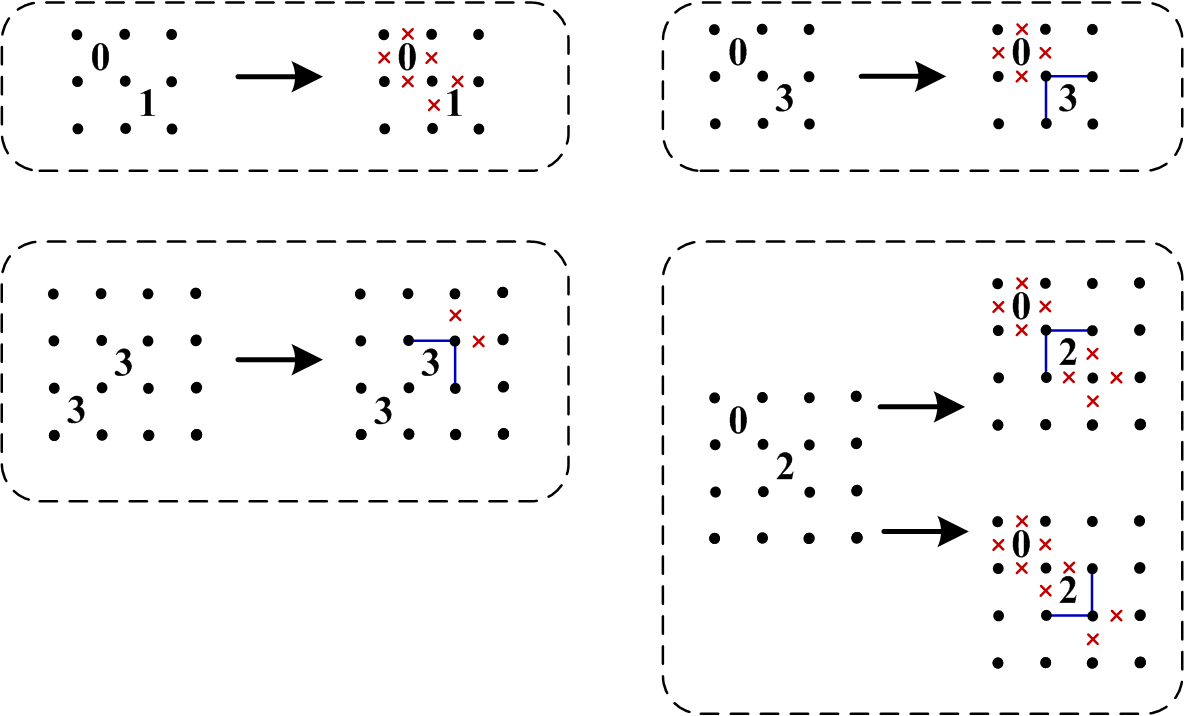
Примеры частичных и типичных решений головоломки (для последнего решения один из двух вариантов).

Во время решения игрок узнает о некоторых отрезках контура или об их отсутствии в тех или иных местах поля. Первыми решениями могут быть отсутствие контура вокруг чисел 0. Далее это может быть связано с другими элементами — например, если числа 0 и 3 граничат друг с другом, то вокруг 0 контура нет, следовательно между 0 и 3 контур отсутствует, а неграничащие с 0 вокруг 3 образуют контур. Или, если 0 и 2 граничат друг с другом, и при этом находятся на краю поля, то это дает возможность нарисовать часть контура вокруг 2.
После полученных фрагментов контура становится возможным использование того свойства игры, что контур не пересекается и не прерывается. То есть, полученный фрагмент всегда должен быть продолжен и только в одном направлении. Например, если рассмотреть позицию 3 и 0 рядом, то продолжение линии контура не может идти рядом с 0, и это определяет её продолжение на 1 клетку. 

## Отзывы и мнения
Описывая головоломку, Алекс Беллос в своей книге отозвался о ней следующим образом:
За что я люблю эту головоломку, так это не только за её элегантность, но и за её буквальную интерпретацию той жизненной идеи, что мы всегда ищем путь для решения любой проблемы. Вот он, способ решения! Когда я решаю головоломку, то чувствую себя как путешественник, наслаждающийся неизвестным миром. Решение головоломки приводит к появлению множества способов того, как контур должен проходить через различные комбинации чисел.
Оригинальный текст (англ.)„What I love about Slitherlink is not only its elegance but also the way it is a literal interpretation of the idea that in life we are always looking for the path to the solution of any problem. Here the path is the solution! When I'm solving a Slitherlink, I feel like an adventurer journeying through a hidden world. The puzzle throws up many interesting patterns for how the loop must pass through different combinations of numbers.“